# Domantas Sabonis
Domantas Sabonis (Portland, 3 maggio 1996) è un cestista lituano con cittadinanza statunitense, professionista nella NBA con i Sacramento Kings.

## Biografia
Soprannominato Domas dagli amici, è figlio dell'ex cestista (e Hall Of Famer) Arvydas Sabonis e fratello dell'ex cestista e allenatore Tautvydas Sabonis.

## Caratteristiche tecniche
Può giocare sia da centro che da ala grande. Sabonis è molto abile a giocare in pick and roll, oltre a essere molto bravo nelle conclusioni dalla media distanza e vicino al canestro grazie al suo tocco mancino. Inoltre è un ottimo rimbalzista, è bravo a giocare in post, sa crearsi i tiri ed è un ottimo passatore. Buon distributore di assist, ha realizzato diverse triple doppie in carriera.

## Carriera

### Europa (2012-2014)
Fa il suo debutto tra i professionisti il 5 settembre 2012 all'età di 16 anni con la maglia del Malaga contro il KK Cibona.
Verrà poi girato in prestito all'Axarquía.
Dopo il prestito torna a giocare nel Malaga dove diventa il giocatore più giovane nella storia della squadra a debuttare in Liga ACB all'età di 17 anni, 5 mesi e 10 giorni

### NCAA (2014-2016)
Dopo aver declinato un'offerta di tre anni del Malaga Domantas andò in NCAA ai Gonzaga Bulldogs.
Vi rimase per due anni in cui mostrò grandi abilità al rimbalzo e ai tiri liberi, e di essere anche un buon finalizzatore (medie buone, il primo anno 9,7 punti a partita, il secondo 17,6).

### NBA (2016-)

#### Oklahoma City Thunder (2016-2017)
Viene selezionato con la undicesima chiamata dagli Orlando Magic durante il Draft NBA 2016. Successivamente, la sera stessa, venne scambiato e ceduto agli Oklahoma City Thunder insieme ai compagni di squadra Victor Oladipo e Ersan İlyasova, per l'ala grande Serge Ibaka.
A Oklahoma City trova spazio in regular season ma non riesce a esprimersi al meglio, tanto che nei playoff, al contrario che in RS, verrà impiegato solo in 2 partite.

#### Indiana Pacers (2017-2022)
Il 30 giugno 2017 viene spedito agli Indiana Pacers insieme al compagno Victor Oladipo per portare agli Oklahoma City Thunder Paul George.
Al contrario che a OKC, Sabonis (pur essendo meno spesso titolare) si integra subito negli schemi della squadra, tanto che nei primi 10 incontri è andato 8 volte in doppia doppia, tenendo inoltre il 62,8% di percentuali dal campo.
Per via della sua ottima stagione a Indianapolis è stato nominato giocatore lituano dell'anno 2018.

#### Sacramento Kings (2022-)
L'8 febbraio 2022, viene ceduto ai Sacramento Kings insieme a Justin Holiday, Jeremy Lamb e una scelta al secondo giro nel 2027 in cambio di Tyrese Haliburton, Buddy Hield e Tristan Thompson.

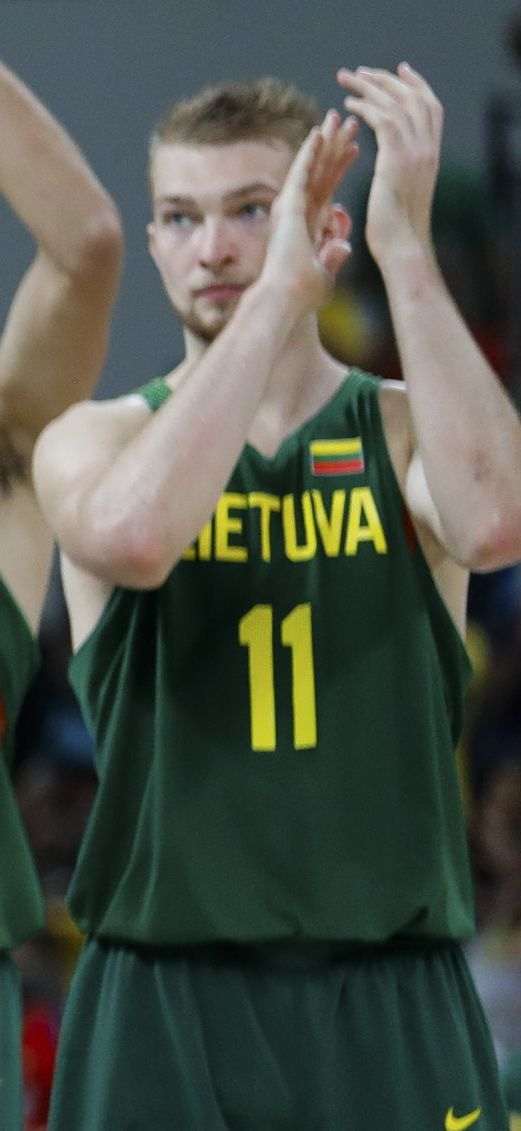
Sabonis a Rio 2016 con la Nazionale

### Nazionale
Nel 2015 debutta con la nazionale maggiore agli europei, dopo che nello stesso anno aveva giocato gli europei under-20 con la Lituania. Nel 2016 entra a far parte della rosa lituana ai Giochi della XXXI Olimpiade diventando il secondo atleta più giovane della competizione dopo Zou Yuchen.

## Statistiche
| * | Primo nella lega |

### NCAA
| Anno      | Squadra          | PG | PT | MP   | TC%  | 3P%  | TL%  | RP   | AP  | PRP | SP  | PP   |
| --------- | ---------------- | -- | -- | ---- | ---- | ---- | ---- | ---- | --- | --- | --- | ---- |
| 2014-2015 | Gonzaga Bulldogs | 38 | 1  | 21,6 | 66,8 | -    | 66,4 | 7,1  | 0,9 | 0,5 | 0,3 | 9,7  |
| 2015-2016 | Gonzaga Bulldogs | 36 | 31 | 31,9 | 61,1 | 35,7 | 76,9 | 11,8 | 1,8 | 0,6 | 0,9 | 17,6 |
| Carriera  | Carriera         | 74 | 32 | 26,6 | 63,2 | 35,7 | 72,9 | 9,4  | 1,3 | 0,5 | 0,6 | 13,5 |

#### Massimi in carriera
- Massimo di punti: 36 vs Tennessee (19 dicembre 2015)[8]
- Massimo di rimbalzi: 20 vs Pacific (23 gennaio 2016)
- Massimo di assist: 7 vs Saint Mary's (21 gennaio 2016)
- Massimo di palle rubate: 3 vs Portland (9 gennaio 2016)
- Massimo di stoppate: 5 vs Syracuse (25 marzo 2016)
- Massimo di minuti giocati: 43 vs San Francisco (2 gennaio 2016)

### NBA

#### Regular Season
| Anno      | Squadra          | PG  | PT  | MP   | TC%  | 3P%  | TL%  | RP    | AP  | PRP | SP  | PP   |
| --------- | ---------------- | --- | --- | ---- | ---- | ---- | ---- | ----- | --- | --- | --- | ---- |
| 2016-2017 | Oklahoma Thunder | 81  | 66  | 20,1 | 39,9 | 32,1 | 65,7 | 3,6   | 1,0 | 0,5 | 0,4 | 5,9  |
| 2017-2018 | Indiana Pacers   | 74  | 19  | 24,5 | 51,4 | 35,1 | 75,0 | 7,7   | 2,0 | 0,5 | 0,4 | 11,6 |
| 2018-2019 | Indiana Pacers   | 74  | 5   | 24,8 | 59,0 | 52,9 | 71,5 | 9,3   | 2,9 | 0,6 | 0,4 | 14,1 |
| 2019-2020 | Indiana Pacers   | 62  | 62  | 34,8 | 54,0 | 25,4 | 72,3 | 12,4  | 5,0 | 0,8 | 0,5 | 18,5 |
| 2020-2021 | Indiana Pacers   | 62  | 62  | 36,0 | 53,5 | 32,1 | 73,2 | 12,0  | 6,7 | 1,2 | 0,5 | 20,3 |
| 2021-2022 | Indiana Pacers   | 47  | 46  | 34,7 | 58,0 | 32,4 | 74,0 | 12,1  | 5,0 | 1,0 | 0,5 | 18,9 |
| 2021-2022 | Sacramento Kings | 15  | 15  | 33,6 | 55,4 | 23,5 | 74,3 | 12,3  | 5,8 | 0,9 | 0,3 | 18,9 |
| 2022-2023 | Sacramento Kings | 79  | 79  | 34,6 | 61,5 | 37,3 | 74,2 | 12,3* | 7,3 | 0,8 | 0,5 | 19,1 |
| 2023-2024 | Sacramento Kings | 82  | 82  | 35,7 | 59,4 | 37,9 | 70,4 | 13,7* | 8,2 | 0,9 | 0,6 | 19,4 |
| 2024-2025 | Sacramento Kings | 70  | 70  | 34,7 | 59,0 | 41,7 | 75,4 | 13,9* | 6,0 | 0,7 | 0,4 | 19,1 |
| Carriera  | Carriera         | 646 | 506 | 30,8 | 56,0 | 34,7 | 72,9 | 10,7  | 4,9 | 0,8 | 0,5 | 16,1 |
| All-Star  | All-Star         | 3   | 0   | 16,3 | 57,1 | -    | 50,0 | 3,7   | 0,7 | 0,0 | 0,0 | 3,3  |

#### Play-off
| Anno     | Squadra          | PG | PT | MP   | TC%  | 3P%  | TL%  | RP   | AP  | PRP | SP  | PP   |
| -------- | ---------------- | -- | -- | ---- | ---- | ---- | ---- | ---- | --- | --- | --- | ---- |
| 2017     | Oklahoma Thunder | 2  | 0  | 3,0  | 0,0  | 0,0  | 100  | 1,0  | 0,0 | 0,5 | 0,5 | 2,0  |
| 2018     | Indiana Pacers   | 7  | 0  | 23,7 | 58,1 | 14,3 | 77,8 | 4,6  | 0,7 | 0,1 | 0,3 | 12,4 |
| 2019     | Indiana Pacers   | 4  | 0  | 24,0 | 41,4 | 25,0 | 64,3 | 7,3  | 4,0 | 0,8 | 0,3 | 8,5  |
| 2023     | Sacramento Kings | 7  | 7  | 34,7 | 49,5 | 20,0 | 57,1 | 11,0 | 4,7 | 1,4 | 0,9 | 16,4 |
| Carriera | Carriera         | 20 | 7  | 25,6 | 50,3 | 17,6 | 67,2 | 7,0  | 2,7 | 0,8 | 0,5 | 12,0 |

#### Massimi in carriera
- Massimo di punti: 42 vs Utah Jazz (8 gennaio 2022)[9]
- Massimo di rimbalzi: 28 vs Boston Celtics (11 gennaio 2025)
- Massimo di assist: 16 vs Houston Rockets (13 gennaio 2023)
- Massimo di palle rubate: 5 vs Orlando Magic (22 gennaio 2021)
- Massimo di stoppate: 4 (3 volte)
- Massimo di minuti giocati: 46 vs Minnesota Timberwolves (17 febbraio 2021)

### Eurolega
| Anno      | Squadra  | PG | PT | MP  | TC%  | 3P% | TL%  | RP  | AP  | PRP | SP  | PP  |
| --------- | -------- | -- | -- | --- | ---- | --- | ---- | --- | --- | --- | --- | --- |
| 2013-2014 | Málaga   | 19 | 3  | 9,3 | 47,8 | -   | 66,7 | 2,0 | 0,3 | 0,2 | 0,1 | 2,7 |
| Carriera  | Carriera | 19 | 3  | 9,3 | 47,8 | -   | 66,7 | 2,0 | 0,3 | 0,2 | 0,1 | 2,7 |

## Palmarès
- NBA All-Star Game: 3

2020, 2021, 2023
- All-NBA Team: 2

Third Team: 2023, 2024
- NBA Skills Challenge: 1 (2021)
- Miglior rimbalzista della stagione NBA: 3 (2023, 2024, 2025)
- 2 volte maggior numero di rimbalzi totali in stagione NBA
- 1 volta maggior numero di rimbalzi difensivi in stagione NBA
- Record del maggior numero di doppie doppie messe a segno consecutivamente (61) dalla fusione tra ABA e NBA del 1976
- Primo giocatore dal 1977-78 ad aver messo a segno una tripla doppia (17/11/13) con il 100% dal campo, 100% dalla lunetta e 0 palle perse

## Stipendio
| Stagione  | Squadra          | Salario     |
| --------- | ---------------- | ----------- |
| 2016-2017 | Oklahoma Thunder | $2.440.200  |
| 2017-2018 | Indiana Pacers   | $2.550.000  |
| 2018-2019 | Indiana Pacers   | $2.659.800  |
| 2019-2020 | Indiana Pacers   | $3.529.555  |
| 2020-2021 | Indiana Pacers   | $17.187.500 |